# Frustrazione geometrica
In fisica della materia condensata, il termine frustrazione geometrica (o in breve frustrazione) è usato per descrivere un fenomeno in cui gli atomi tendono a posizionarsi non in posizioni "classiche" o in un reticolo cristallino regolare, in conflitto con forze interatomiche portando alla creazione di strutture molto complesse.
Come conseguenza della frustrazione nella geometria o nelle forze, emergono molti stati fondamentali distinti a temperature vicino allo zero assoluto, e l'ordine termico usuale può essere eliminato a più alte temperature. La maggior parte degli studi è avvenuta su materiali amorfi come vetri o magneti.
Il termine "frustrazione" nel contesto dei sistemi magnetici è stato introdotto da Gerard Toulouse (1977) anche se questi sistemi sono stati certamente studiati anche prima.
Uno dei primi studi è quello compiuto da G. H. Wannier nel 1950 sul modello di Ising di un reticolo triangolare con gli spin vicini accoppiati antiferromagneticamente.